# Dusičnan manganatý
Dusičnan manganatý je anorganická sloučenina se vzorcem Mn(NO3)2·nH2O. Nejběžnější formou je tetrahydrát Mn(NO3)2·4H2O, ale je znám také monohydrát a hexahydrát, stejně jako bezvodá sůl.

## Příprava
Dusičnan manganatý se připravuje rozpuštěním oxidu manganatého v kyselině dusičné:
MnO + 2 HNO3 → Mn(NO3)2 + H2O
Může být také připraven z oxidu manganičitého a oxidu dusičitého:
MnO2 + 2 NO2 → Mn(NO3)2

## Vlastnosti
Dusičnan manganatý je světle růžová hygroskopická pevná látka, která je snadno rozpustná ve vodě. Zahříváním tetrahydrátu na 110 °C vzniká světle žlutý monohydrát. Při zahřátí na 450 °C se vodné roztoky dusičnanu manganatého tepelně rozkládají a vytvářejí MnO2 a NO2. 

## Využití
Dusičnan manganatý je prekurzorem uhličitanu manganatého, který se používá v hnojivech a jako barvivo. Výhodou této metody je použití amoniaku a oxidu uhličitého, protože vedlejší produkt dusičnan amonný je také užitečný jako hnojivo.